# Wayne Crawford
Wayne David Crawford (11 de febrero de 1947-30 de abril de 2016) fue un actor de cine y televisión, productor de cine, director y guionista estadounidense.
Crawford recibió su licenciatura en artes de la Universidad Atlántica de Florida y se desempeñó en la Escuela de Artes de la Universidad de Carolina del Norte enseñando dirección para su Escuela de Cine.
Interpretó al personaje principal en la película Jake Speed, que también coescribió y coprodujo. Variety Movie Guide dijo que su interpretación fue «bien interpretada» y que recitaba sus líneas «como lo haría un héroe de libro de bolsillo a la antigua, en clichés». Dirigió y protagonizó Crime Lords, que fue calificada de «predecible» por la DVD & Video Guide 2005, mientras que Variety TV Review la calificó de «sin pretensiones y entretenida».
Coescribió y coprodujo la película Valley Girl con Andrew Lane. Luchó contra el estudio para asegurarse de que Martha Coolidge se mantuviera como directora.

## Filmografía
Como actor
- Sometimes Aunt Martha Does Dreadful Things (1971)
- God's Bloody Acre (1975)
- Tomcats (1977) (también conocido como Deadbeat y Avenged)
- Cheering Section (1977)
- Barracuda (1978) (también conocido como The Lucifer Project)
- Trial by Terror (1983)
- Valley Girl (1983)
- Hill Street Blues (1 episodio, 1985) (TV)
- Cagney & Lacey (1 episodio, 1985) (TV)
- Showdown at Lincoln High (1986)
- Jake Speed (1986)
- Quiet Thunder (1988) (V)
- White Ghost (1988)
- Rising Storm (1989)
- The Evil Below (1989)
- Headhunter (1989)
- Diary of a Hitman (1991)
- Crime Lords (1991) (V)
- Okavango: The Wild Frontier (1993) (serie de televisión)
- Rising Storm (1993)
- Americanskiy Blyuz (1994) (TV)
- Stickfighter (1994)
- U'bejani (1997)
- L.A.P.D.: To Protect and to Serve (2001)
- Snake Island (2002)
- The Company You Keep (2003)
- Rock & Roll Eulogy (2004)
- Forget About It (2006)
- Dog Days of Summer (2007)
- American Heart (5 episodios, 2009) (TV)

Como productor
- Sweet Bird of Aquarius (1970)
- Sweet Bird of Aquarius (1975)
- Deadbeat (1977)
- Cheering Section (1977)
- Barracuda (1978)
- Valley Girl (1983)
- Night of the Comet (1984)
- Jake Speed (1986)
- Mortal Passions (1989)
- Peacemaker (1990)
- Servants of Twilight (1991)
- Americanskiy Blyuz (1994) (TV)
- Trade-Off (1995) (TV)
- Snake Island (2002)
- South of Hell (2005)
- Space Ninjas (2019)

Como guionista
- God's Bloody Acre (1975)
- Deadbeat (1977)
- Cheering Section (1977)
- Barracuda (1978)
- Trial by Terror (1983)
- Valley Girl (1983)
- Jake Speed (1986)
- U'bejani (1997)
- Snake Island (2002)

Como director
- Barracuda (1978)
- The Evil Below (1989)
- Crime Lords (1991) (V)
- Americanskiy Blyuz (1994) (TV)
- U'bejani (1997)
- Snake Island (2002)
- South of Hell (2005)